# Liste des divisions de l'Inde
Cet article liste les divisions de l'Inde,.
La division est une subdivision administrative de certains États de l'Inde.
La division est composée de districts.

Les états et territoires de l'Inde.

## Liste des divisions de l'Inde
Cette liste est sans doute incomplète et peut-être mal ordonnée. Votre aide est la bienvenue !

### Bengale Occidental (WB)
| Division   | Chef-lieu  | Population (2001) | Superficie (km²) |
| ---------- | ---------- | ----------------- | ---------------- |
| Burdwan    | Burdwan    | 30 337 819        | 41 940           |
| Jalpaiguri | Jalpaiguri | 14 722 015        | 21 859           |
| Présidence | Calcutta   | 35 161 337        | 24 953           |

### Bihar (BR)
| Division  | Chef-lieu   | Population (2001) | Superficie (km²) |
| --------- | ----------- | ----------------- | ---------------- |
| Bhagalpur | Bhagalpur   | 4 039 109         | 5 587            |
| Darbhanga | Darbhanga   | 10 269 537        | 8 684            |
| Kosi      | Saharsa     | 4 776 083         | 5 899            |
| Magadh    | Gaya        | 8 790 774         | 12 350           |
| Munger    | Munger      | 7 478 949         | 9 839            |
| Patna     | Patna       | 14 448 392        | 16 866           |
| Purnia    | Purnia      | 8 349 215         | 10 997           |
| Saran     | Chhapra     | 8 109 657         | 6 893            |
| Tirhut    | Muzaffarpur | 16 617 080        | 17 049           |

### Chhattisgarh (CG)
| Division | Chef-lieu | Population (2001) | Superficie (km²) |
| -------- | --------- | ----------------- | ---------------- |
| Bastar   | Jagdalpur | 2 672 651         | 39 019           |
| Bilaspur | Bilaspur  | 5 586 387         | 25 801           |
| Durg     | Durg      | nd                | nd               |
| Raipur   | Raipur    | 9 241 022         | 42 086           |
| Surguja  | Ambikapur | 3 295 896         | 28 168           |

### Haryana (HR)
| Division | Chef-lieu | Population (2001) | Superficie (km²) |
| -------- | --------- | ----------------- | ---------------- |
| Ambala   | Ambala    | 4 238 990         | 8 157            |
| Gurgaon  | Gurgaon   | 5 427 694         | 8 107            |
| Hisar    | Hisar     | 6 067 866         | 18 431           |
| Rohtak   | Rohtak    | 5 348 439         | 9 517            |

### Jammu-et-Cachemire (JK)
| Division            | Chef-lieu | Population (2001) | Superficie (km²) |
| ------------------- | --------- | ----------------- | ---------------- |
| Jammu               | Jammu     | 4 395 712         | 26 293           |
| Ladakh              | Leh       | 232 864           | 59 196           |
| Vallée du Cachemire | Srinagar  | 5 441 341         | 15 948           |

### Jharkhand
| Division              | Chef-lieu   | Population (2001) | Superficie (km²) |
| --------------------- | ----------- | ----------------- | ---------------- |
| Palamu (en)           | Medininagar |                   |                  |
| Chotanagpur Nord (en) |             |                   |                  |
| Chotanagpur Sud (en)  |             |                   |                  |
| Kolhan (en)           | Chaibasa    |                   |                  |
| Santhal Pargana (en)  | Dumka       |                   |                  |

### Karnataka (KA)
| Division  | Chef-lieu | Population (2001) | Superficie (km²) |
| --------- | --------- | ----------------- | ---------------- |
| Bangalore | Bangalore | 18 442 963        | 49 684           |
| Belgaum   | Belgaum   | 13 035 267        | 54 547           |
| Gulbarga  | Gulbarga  | 9 493 182         | 44 140           |
| Mysore    | Mysore    | 11 762 546        | 43 472           |

### Madhya Pradesh (MP)
| Division    | Chef-lieu   | Population (2001) | Superficie (km²) |
| ----------- | ----------- | ----------------- | ---------------- |
| Bhopal      | Bhopal      | 6 503 717         | 31 321           |
| Chambal     | Morena      | 3 573 930         | 16 035           |
| Gwalior     | Gwalior     | 5 363 881         | 29 608           |
| Hoshangabad | Hoshangabad | 2 953 606         | 20 080           |
| Indore      | Indore      | 10 041 738        | 43 054           |
| Jabalpur    | Jabalpur    | 9 543 000         | 50 897           |
| Rewa        | Rewa        | 5 671 534         | 24 336           |
| Sagar       | Sagar       | 6 635 720         | 38 435           |
| Shahdol     | Shahdol     | 3 335 066         | 22 144           |
| Ujjain      | Ujjain      | 7 430 094         | 33 965           |

### Maharashtra (MH)
| Division   | Chef-lieu  | Population (2001) | Superficie (km²) |
| ---------- | ---------- | ----------------- | ---------------- |
| Amravati   | Amravati   | 9 941 903         | 46 062           |
| Konkan     | Bombay     | 24 807 357        | 30 728           |
| Aurangabad | Aurangabad | 8 165 002         | 36 087           |
| Nagpur     | Nagpur     | 10 665 939        | 51 377           |
| Nanded     | Nanded     | 7 424 221         | 28 722           |
| Nashik     | Nashik     | 15 774 064        | 57 502           |
| Pune       | Pune       | 19 973 761        | 57 270           |

### Pendjab (PB)
| Division  | Chef-lieu | Population (2001) | Superficie (km²) |
| --------- | --------- | ----------------- | ---------------- |
| Faridkot  | Faridkot  | 2 422 332         | 7 023            |
| Firozpur  | Firozpur  | 3 407 768         | 10 133           |
| Jalandhar | Jalandhar | 9 941 573         | 14 859           |
| Patiala   | Patiala   | 9 215 940         | 16 782           |

### Rajasthan (RJ)
| Division  | Chef-lieu | Population (2001) | Superficie (km²) |
| --------- | --------- | ----------------- | ---------------- |
| Ajmer     | Ajmer     | 8 175 279         | 43 848           |
| Bharatpur | Bharatpur | 5 402 800         | 18 180           |
| Bikaner   | Bikaner   | 6 902 347         | 64 703           |
| Jaipur    | Jaipur    | 13 760 368        | 36 621           |
| Jodhpur   | Jodhpur   | 9 470 977         | 117 801          |
| Kota      | Kota      | 4 732 759         | 24 170           |
| Udaipur   | Udaipur   | 8 028 592         | 36 946           |

### Uttarakhand (UA)
| Division | Chef-lieu | Population (2001) | Superficie (km²) |
| -------- | --------- | ----------------- | ---------------- |
| Garhwal  | Pauri     | 4 915 593         | 42 510           |
| Kumaon   | Nainital  | 4 668 329         | 21 056           |

### Uttar Pradesh (UP)
| Division   | Chef-lieu       | Population (2001) | Superficie (km²) |
| ---------- | --------------- | ----------------- | ---------------- |
| Agra       | Agra            | 9 319 491         | 12 481           |
| Aligarh    | Aligarh         | 7 112 030         | 9 945            |
| Allahabad  | Allahabad       | 11 269 450        | 15 130           |
| Azamgarh   | Azamgarh        | 8 552 514         | 8 928            |
| Bareilly   | Bareilly        | 10 861 192        | 17 362           |
| Basti      | Basti           | 5 532 020         | 7 227            |
| Chitrakoot | Chitrakoot Dham | 4 052 050         | 14 787           |
| Devipatan  | Gonda           | 8 009 988         | 14 221           |
| Faizabad   | Faizabad        | 9 977 607         | 13 398           |
| Gorakhpur  | Gorakhpur       | 11 574 070        | 11 717           |
| Jhansi     | Jhansi          | 4 180 021         | 14 628           |
| Kanpur     | Kanpur          | 11 203 517        | 14 782           |
| Lucknow    | Lucknow         | 19 468 107        | 31 104           |
| Meerut     | Meerut          | 11 570 117        | 10 811           |
| Mirzapur   | Mirzapur        | 4 930 376         | 12 270           |
| Moradabad  | Moradabad       | 10 301 859        | 12 897           |
| Saharanpur | Saharanpur      | 6 390 104         | 7 697            |
| Varanasi   | Varanasi        | 11 748 346        | 11 547           |